# Andrena gnaphalii
Andrena gnaphalii là một loài Hymenoptera trong họ Andrenidae. Loài này được Cockerell mô tả khoa học năm 1938.